# Llane
Juan David Castaño Montoya (Sabaneta, 20 de enero de 1990), conocido por su nombre artístico Llane, es un cantante y compositor colombiano de pop latino y reguetón, quien estuvo en sus inicios en el grupo musical Piso 21.

## Trayectoria musical

### Con Piso 21
Se inició con el grupo Piso 21 en 2011 grabando canciones cómo «Vagones vacíos», Ángel mortal» y «Correr el riesgo», este último con Maluma. En 2012 el grupo estrenó su primer álbum homónimo con el cual fueron nominados a los Premios Grammy Latinos.[cita requerida]  Pero Perdiendo Contra 3BallMTY
En 2014, se estrenó el sencillo «Suele suceder» en compañía del cantante estadounidense Nicky Jam, tema que alcanzó el top 20 en las listas colombianas de Monitor Latino,[cita requerida]  también se convirtió en el primer sencillo de gráficos del grupo en las listas de éxitos de Estados Unidos para público latino por Billboard, donde alcanzó el número 29 en la lista de Tropical Songs.[cita requerida]
En 2016, la banda lanzó el sencillo «Me llamas» bajo la discográfica Warner Music; que llegó a ubicarse en varias listas de los 40 principales en varios países de América Latina,[cita requerida]  lanzando el 2 de diciembre del mismo año un Remix con el cantante Maluma. A principio de 2017 el grupo lanzó el sencillo «Besándote», posteriormente lanzaron los sencillos «Déjala que vuelva» con Manuel Turizo, «Tu héroe» y «Adrenalina», este último junto con el rapero español Maikel Delacalle.
En 23 de abril de 2018 es lanzado su segundo álbum de estudio titulado Ubuntu que incluye sencillos cómo «La vida sin ti», «Así no se hace» y «Puntos suspensivos». A finales del mismo año lanzaron el sencillo «Te vi» con el cantante Venezolano Micro TDH, siendo esté el último sencillo del Llane como integrante de Piso 21. Posteriormente anuncia su salida del grupo para dedicarse a su carrera como solista.

### Como solista
Llane pasó 12 años con el grupo Piso 21, disfrutando de éxitos en varios países. En febrero de 2019 anunció a través de YouTube que dejaría el grupo para comenzar una carrera como solista. El 18 de octubre lanzó su primer sencillo en solitario «Más de ti», y el 31 de enero de 2020, lanzó el segundo «Amor bailando». Llane también hizo su debut en vivo como solista en el concierto de música al aire libre, Megaland 2019, en Bogotá el 30 de noviembre.

## Discografía

### Con Piso 21
Álbumes de estudio
- 2012: Piso 21
- 2018: Ubuntu

### Solista
Álbumes de estudio
- 2022: Fino

## Premios y nominaciones

### Premios Juventud
| Año  | Nominado                                         | Galardón                          | Resultado | Ref.          |
| ---- | ------------------------------------------------ | --------------------------------- | --------- | ------------- |
| 2021 | Llane                                            | Nueva generación masculina        | Nominado  | [ 15 ] [ 16 ] |
| 2021 | «Cuenta conmigo» (ft. Mike Bahía y PJ Sin Suela) | Video con el mensaje más poderoso | Nominado  | [ 15 ] [ 16 ] |